# Eurydice grimaldii
Eurydice grimaldii es una especie de crustáceo isópodo marino de la familia Cirolanidae.

## Distribución geográfica
Se distribuye por el océano Atlántico nororiental y el Mediterráneo.